# Instituto de Estadística de Belice
El Instituto de Estadística de Belice (en inglés: Statistical Institute of Belize, sigla SIB) es la oficina central de estadística nacional de Belice, América Media. Como en otros países (por ejemplo, Oficina Federal de Estadística, Statistik Austria u Oficina Federal de Estadística), recoge, recopila y analiza información estadística sobre la economía, la demografía, la sociedad y el medio ambiente del país.

## Historia
El SIB fue fundado el 1 de abril de 2007 como sucesor de la Oficina Central de Estadística (Central Statistical Office) y está dirigida por una Consejo directivo. La sede central está en Belmopán, con oficinas satélite en Ciudad de Belice y en la mayoría de las ciudades del país (excepto Benque Viejo del Carmen, San Pedro y Cayo Ambergris). 

## Enlaces web
- Web oficial del instituto